# كارين سميرنوف
كارين سميرنوف (بالسويدية: Karin Smirnoff؛ بالفنلندية: Karin Smirnoff) هي كاتِبة فنلندية وسويدية، ولدت في 26 فبراير 1880 في ستوكهولم في السويد، وتوفي بنفس المكان في 10 مايو 1973.